# Agent Smith
 (novembre 2020).
Si vous disposez d'ouvrages ou d'articles de référence ou si vous connaissez des sites web de qualité traitant du thème abordé ici, merci de compléter l'article en donnant les références utiles à sa vérifiabilité et en les liant à la section « Notes et références ».
L'Agent Smith (puis uniquement « Smith ») est un personnage de fiction apparaissant dans la série de films Matrix et joué par l'acteur Hugo Weaving dans Matrix, Matrix Reloaded et Matrix Revolutions, puis par Jonathan Groff (en tant que Smith) et Yahya Abdul-Mateen II (en tant qu'Agent) dans Matrix Resurrections. Il est un agent, c'est-à-dire un programme qui parcourt la Matrice pour en assurer la sécurité et lutter contre les humains qui la piratent.
Le conflit entre Neo et Smith devient un des éléments principaux de l'intrigue des films, ce qui en fait le principal antagoniste.

## Biographie

### Matrix
L'agent Smith est envoyé par la Matrice pour stopper ceux qui veulent y échapper. Pour ce faire, il désire capturer Morpheus afin, entre autres, d'accéder à Sion, cité humaine souterraine qui échappe toujours au contrôle des machines, et détruire les derniers humains résistants à la Matrice, ce qui rendra inutile sa présence en son sein. Il met la main sur Thomas A. Anderson, un jeune hacker contacté par Morpheus, et tente de le corrompre, en vain.
Ayant capturé Morpheus grâce à la trahison de Cypher, l'agent Smith tente de lui soutirer ses secrets. Morpheus est délivré par Anderson, devenu depuis Neo, et Trinity. L'agent Smith affronte Neo et finit par le tuer, mais Neo ressuscite et tue Smith à son tour. À la suite de cette écrasante défaite, les agents doivent subir des mises à jour et pour cela ils doivent revenir à la Source (base de données de la Matrice qui se situe dans la vie réelle). On apprend par la suite dans Matrix Reloaded que Néo l'a « rendu libre », Smith a échappé à la mise à jour et est donc devenu un virus.

### Matrix Reloaded
Smith perdure, à présent il veut prendre le contrôle de la Matrice. Il a été transformé par Neo en programme renégat qui peut s'insérer dans n'importe quelle entité de la Matrice, absorber la personne et la transformer en un autre Smith en tout point semblable au premier. De programme de protection, le bug suscité par Neo — qui est lui-même un bug — en fait un virus.
Smith transforme peu à peu les êtres de la Matrice en copies de lui-même, infestant tout le système, détruisant les autres agents tel un cheval de Troie, de sorte que les machines elles-mêmes, les créatrices du programme, ne peuvent plus l'arrêter. Les multiples Smith affronteront à plusieurs reprises Neo dans la Matrice, sans arriver à l'absorber, mais sans que Neo n'arrive non plus à les vaincre, devenus trop nombreux.
Le virus Smith parvient à se « copier » dans un humain, Bane, au moment où celui-ci allait regagner son enveloppe corporelle dans le monde réel.
Smith dispose ainsi d'un « corps humain » dans le monde réel. Ce « Smith/Bane » tentera à plusieurs reprises d'assassiner Neo, et sabotera la résistance de Sion en provoquant la perte de la quasi-totalité de ses vaisseaux.

### Matrix Revolutions
Smith/Bane tente à nouveau de tuer Neo dans le monde réel, mais en vain. Il réussit cependant à le blesser sérieusement en le rendant aveugle dans le hovercraft Logos. Neo sentant malgré tout sa présence, l'élimine en tuant Bane.
Dans la Matrice, Smith absorbe Séraphin, Sati et l'Oracle. Il s'étend à l'ensemble de la Matrice et devient incontrôlable. Neo négociera la destruction de Smith en échange d'une paix entre les humains et les machines alors que le siège de Sion tourne à l'avantage écrasant des machines. Lors de l'affrontement final dans la Matrice opposant Neo à sa némésis Smith/Oracle et alors que les deux entités ne peuvent réellement se vaincre, Neo se laisse absorber quand l'Oracle se manifeste sous les traits de Smith lui rappelant que « Tout ce qui a un début a une fin, Neo », se dévoilant ainsi, car le programme Smith l'appelle habituellement « M. Anderson » et ne comprend pas ce qu'il vient de dire. Neo se laisse finalement « infecter » et absorber, permettant ainsi la suppression par les Machines du « programme rénégat » Smith de la même manière que dans le premier film visuellement. L’Élu étant relié à la Source, le programme Smith est dès lors identifié et supprimé. 
Il y a une autre théorie sur la suppression du programme Smith qui est la suivante : Smith est l'inverse de Neo, son antimatière, son Yang. Et lors de l'absorption de Neo par Smith, l'union de la matière et de l'antimatière implose et s'auto-supprime.

### Lego Batman, le film
L'agent Smith et ses clones font partie des personnages qui s'échappent de la Zone fantôme.

### Matrix Resurrections
Smith revient dans Matrix Resurrections, interprété par Jonathan Groff. Malgré sa défaite à la fin de Matrix Revolutions, Smith a survécu à la destruction car Néo a survécu, bien qu'il ait perdu la capacité de se copier sur les autres, ne conservant que les capacités qu'il possédait lorsqu'il était Agent. Lorsque l'Analyste, le créateur de la nouvelle Matrice, a créé la nouvelle version de la Matrice afin de maintenir Néo sous contrôle pour que la crise énergétique des Machines puisse être résolue, Smith a pris une nouvelle carapace afin de rester caché. L'Analyste a découvert que Néo et Smith étaient liés, et il a choisi de transformer ce lien en une "chaîne" : comme Néo a été supprimé, Smith a été supprimé de la même manière, prenant le rôle du partenaire commercial de Thomas Anderson, en gardant un œil sur lui. Néo, dans son personnage original de Thomas Anderson, a créé une série de jeux vidéo basée sur ses souvenirs refoulés. Après le réveil de Néo dans la Matrice, Smith retrouve ses souvenirs et attaque Néo, déclarant qu'il en était venu à aimer la liberté qui lui avait été accordée, et que le retour potentiel de Néo à l'inconscience menaçait cette liberté. Smith est apparu au bar Simulatte, pendant la confrontation de Néo et Trinity avec l'Analyste, les sauvant et les aidant à combattre les forces de l'Analyste. Smith a tiré sur l'Analyste, le faisant disparaître. S'adressant à Néo en tant que Tom, Smith déclare que leur alliance inattendue est terminée et affirme que la différence entre eux deux est que "n'importe qui aurait pu être toi alors que je suis n'importe qui." Smith quitte alors le corps de son hôte, laissant l'homme confus par cette expérience.
Néo a également créé inconsciemment une version de l'agent Smith dans un modal influencé par ses souvenirs refoulés. Cette version de l'agent Smith (interprété par Yahya Abdul-Mateen II) était basée sur les souvenirs de Morpheus de Néo amalgamés à ses souvenirs de l'agent Smith original. Finalement libéré par Bugs, il est devenu le nouveau Morpheus.

## Interprétation
Le rôle de l'agent Smith a consacré l'acteur Hugo Weaving auprès du grand public. 

### Nominations
- 2000 : nommé dans la catégorie Favorite Villain aux Blockbuster Entertainment Award pour Matrix.
- 2004 : nommé dans la catégorie Best Fight aux MTV Movie Award pour Matrix Reloaded.